# آرزو سما کانبول
آرزو سما کانبول (انگلیسی: Arzu Sema Canbul؛ زادهٔ ۱۴ ژوئیهٔ ۱۹۷۳) بازیکن فوتبال اهل ترکیه است.
وی همچنین در تیم ملی فوتبال زنان ترکیه بازی کرده‌است.